# Бернеско
Берне́ско (итал. bernesco) — в итальянской поэзии разновидность бурлеска; шуточные произведения, в которых высоким слогом воспевались низкие предметы.
Создателем бернеско традиционно считается Франческо Берни (1498—1532), по имени которого и назван стиль, однако прообразы существовали и ранее, в поэзии Доменико Буркьелло, Чино да Пистойя, Анджело Полициано и др.
В творчестве Берни пародийно-сатирический жанр получил особое развитие. Нарочито возвышенным стилем он писал в своих капитоли — сатирах в форме терцин — о самых простых и даже низменных вещах, прославляя чуму, долги, угрей, персики, артишоки, ночные горшки и т. п. Для его поэзии характерны ирония, соединение противоречивых образов, переоценка нравственных, философских и литературных норм, виртуозная игра слов. Сам Берни называл свои произведения «бурлесками» (итал. burlesca), то есть шутливыми стихами, однако впоследствии термин бурлеск, заимствованный французскими поэтами, употреблялся в основном для обозначения определённого жанра комической литературы, тогда как стиль Берни и его последователей стали называть бернеско.
Стиль бернеско нашёл в Италии множество продолжателей; в XVI—XVII веках в их числе были А. Граццини, Дж. Делла Каза, Ч. Капорали, в XVIII веке — Дж. Баретти и Дж. Парини, в XIX — А. Гуаданьоли. В традиции бернеско написана поэма Галилея «Против ношения тоги». Берни подражали и в других европейских странах, особенно во Франции XVII века.